# تسوندوکو
کتاب‌اَنباشت (به زبان ژاپنی: 積ん読) به معنای اندوختن مواد خواندنی و و انباشتن آن‌ها در خانه بدون خواندنشان است. این واژه که یک واژهٔ عامیانه به‌شمار می‌رود، در اصل متعلق به دورهٔ میجی (۱۸۶۸-۱۹۱۲) است.